# 82464 Jaroslavboček
82464 Jaroslavboček è un asteroide della fascia principale. Scoperto nel 2001, presenta un'orbita caratterizzata da un semiasse maggiore pari a 3,0887347 UA e da un'eccentricità di 0,1074873, inclinata di 0,67464° rispetto all'eclittica.
L'asteroide è dedicato all'astronomo ceco Jaroslav Boček.